# Argentina i olympiska vinterspelen 2018
Argentina deltog i de olympiska vinterspelen 2018 i Pyeongchang, Sydkorea, med en trupp på sju atleter (fyra män, tre kvinnor) fördelat på fyra sporter.
Vid invigningsceremonin bars Argentinas flagga av alpina skidåkaren Sebastiano Gastaldi.